# Peter Schwenkmezger
Peter Schwenkmezger (* 17. August 1946 in Laichingen; † 12. Juli 2018 in Trier) war ein deutscher Psychologe. Von 2000 bis 2011 war er Präsident der Universität Trier.

## Leben
Nach dem Abitur in Geislingen an der Steige begann er 1967 ein Studium der Psychologie an der Universität Tübingen. 1972 legte er die Diplomprüfung ab, 1976 promovierte er mit einer Arbeit zum Thema Risikoverhalten und Risikobereitschaft. Anschließend war er an den Universitäten Tübingen, Bochum und Wuppertal tätig. 1982 erfolgte die Habilitation, 1984 erhielt er eine Professur an der Universität Trier. Dort war er von 1989 bis 1991 Dekan des Fachbereichs I und von 1995 bis 1998 Vizepräsident für Forschung, Lehre, Weiterbildung und internationale Beziehungen. Im April 2000 wurde er als Nachfolger von Rainer Hettich Präsident der Universität Trier. In diesem Amt wurde er im Dezember 2005 für weitere sechs Jahre bestätigt. Am 1. September 2011 endete seine Amtszeit. Von 2002 bis 2004 war er Vorsitzender der Landesrektorenkonferenz. 

## Werk
Seine Forschungsschwerpunkte waren Klinische Diagnostik, Gesundheitspsychologie, Emotionspsychologie und Sportpsychologie. Große Beachtung fanden seine Forschungsarbeiten zum Thema Angst und Ängstlichkeit im Sport. Er war Mitherausgeber der Fachzeitschriften Zeitschrift für Gesundheitspsychologie, Diagnostica und International Review of Health Psychology und Mitglied im erweiterten Vorstand der European Health Psychology Society. Schwenkmezger war Gründungsmitglied der Deutschen Vereinigung für Sportwissenschaft, entscheidend an der Gründung der Zeitschrift „sportpsychologie“ (später in „psychologie und sport“ umbenannt) der Arbeitsgemeinschaft für Sportpsychologie in Deutschland beteiligt, die 1987 erstmals erschien, und war Schriftleiter des Blattes. Im September 2005 erhielt er die Leibniz-Medaille der Akademie der Wissenschaften und der Literatur Mainz.